# سفارت ایالات متحده آمریکا در اورشلیم
سفارت ایالات متحده آمریکا در اورشلیم (به لاتین: Embassy of the United States) یک منطقهٔ مسکونی و نمایندگی سیاسی ایالات متحده آمریکا در اسرائیل است که در اورشلیم پایتخت اسرائیل واقع شده‌است.
در جریان جنگ ایران و اسرائیل در خرداد ۱۴۰۴، جمهوری اسلامی ایران چند موشک به‌سوی تل‌آویو شلیک کرد که یکی از آن‌ها به ساختمان سفارت ایالات متحده آمریکا اصابت کرد. برخی گزارش‌ها دلیل این حمله را همکاری آمریکا با اسرائیل در جریان این درگیری عنوان کرده‌اند.